# Sümegi zsinagóga
Az egykori sümegi zsinagóga Mártírok útján álló épületét a második világháború óta nem használják istentiszteleti célra és teljesen átalakították. Jelenleg a Kisfaludy Sándor Gimnázium ebédlője illetve gyermekkönyvtár működik benne.

## Története
Az eredetileg Rohoncról a kurucok elől menekülő zsidók a 18. század elejétől kezdve telepedtek meg Sümegen. 1785-ben mindössze tíz zsidó élt a városban, amelynek számottevő és állandó zsidó lakossága csak 1840 után volt. A sümegi zsidó hitközség eleinte a csabrendekihez tartozott, de 1885-ben önállóvá vált. A zsinagóga épülete 1886-ban - más források szerint 1913-ban - épült romantikus-eklektikus stílusban. Az első zsinagógát 1866-ban lebontották. A legtöbb izraelita - 340 fő - az 1910-es népszámlálás idején lakott Sümegen, amely a város lakosságának 6 százalékát tette ki. A sümegi zsidó hitközség a neológ irányzathoz tartozott. A város izraelita lakosait a második világháború alatt deportálták és nagy részüket megsemmisítették. 1949-ben a hitközség létszáma 37 fő volt, míg 1958-ban már csak 10 izraelita vallású polgár élt a városban.